# Litoporus saul
Litoporus saul är en spindelart som beskrevs av Huber 2000. Litoporus saul ingår i släktet Litoporus och familjen dallerspindlar.
Artens utbredningsområde är Franska Guyana. Inga underarter finns listade i Catalogue of Life.